# Muniz Barreto
Francisco Muniz (ou Moniz) Barreto  (Jaguaripe, 10 de março de 1804 - Salvador, 2 de junho de 1868) foi poeta, militar, escriturário da Alfândega da Bahia e considerado o maior repentista do Império, segundo nos diz o baiano Sacramento Blake que pormenoriza detalhadamente a vida e a obra do improvisador baiano, vindo no primeiro uma carta autobiográfica do poeta.  

## Vida
Francisco Muniz Barreto nasceu na Vila de Jaguaripe/BA, recôncavo baiano, no dia 10 de março de 1804     sendo seus pais o tenente-coronel Luiz Antônio Moniz Barreto da Silveira e Dona Maria Francisca de Albuquerque Moniz. 
Por desejo de seus pais, após os estudos preparatórios deveria cursar Jurisprudência na Universidade de Coimbra, quando surgiram os movimentos precursores da independência do Brasil, e, de acordo com a nova resolução paterna, foi convertido em soldado, participou da batalha de Pirajá/Carito em 8 de novembro de 1822, quando se pelejava na Guerra da Independência do Brasil na então Província da Bahia, assentando praça de 1º cadete no exército Exército Pacificador em 1822. Após o fim dos distúrbios locais à época da Independência da Bahia ainda sob a tutela de Portugal, em dezembro de 1826, o jovem oficial, cognominado pelos companheiros de "Cadete Labatut", já promovido a 2º tenente, incorpora-se ao 7º Grupo de Artilharia, engajado na 1ª campanha da Cisplatina, em dezembro de 1826. Com problemas disciplinares, constantemente em atrito com seu oficial comandante, nesse tempo começa sua carreira de repentista, dando tiros de sátira contra injustiças e grosserias do régulo, e fazendo as delícias de todo um batalhão . 
Após desligar-se do exército em 1828, casa-se com D. Justa Del Campo, natural de Montevidéu, e, com boas relações entre influências políticas da sociedade fluminense da época, é empregado na redação do Correio da Câmara dos Deputados. Infeliz com a vida na corte, volta para sua província natal, e é lá nomeado 1º escriturário da alfândega, servindo em tal posto até 1862, quando se aposenta, como enfermo. Doente e com poucos recursos, morre em Salvador, no dia 2 de junho de 1868, a uma hora da tarde, vitimado por uma moléstia que acometeu-o durante vários meses e, ao fim, ceifou lhe a vida. Seus restos mortais foram levados para a igreja matriz de São Pedro (dia 3) e depositados, a seguir, no cemitério do Campo Santo. 

## A arte de Moniz
José Francisco Cardoso o denominou de Bocage brasileiro (e assim foi visto e aceito em sua época). Foi também chamado de o Béranger brasileiro ou o primeiro poeta clássico do Brasil. Ele tornou-se uma lenda (ou uma anedota) e foi considerado como o maior poeta de seu tempo, ou o maior poeta da Bahia depois de Gregório de Matos. Foi algo como uma estrela cujo brilho ofuscou as artes de então. É até hoje uma referência na arte do improviso em nossa literatura. Sacramento Blake registra que “como repentista, não me consta nenhum que o excedeu.” (1895, p. 56) Sílvio Romero, a registrar testemunho de sua arte improvisatória, o faz quase literariamente. Se livro o Álbum da Rapaziada, por conta da ousadia de seus versos desrespeitosos e, por vezes, pornográfico, causou um tremendo estardalhaço na imprensa e, por conta disso, o auto lançou mão de uma espécie de refutação dirigindo à imprensa uma catilinária contra os jornais "Interesse Público", o Jornal da Bahia, o Jornal do Comércio e seu correspondente, e contra todos os pais de família e mais pessoas que repugnaram as obscenidades que escreveu, sob a alegação de que escreveu aquele conteúdo por dinheiro.   Moniz era aparentado de Tobias Barreto, que gozava igualmente da amizade dos filhos de Moniz, o poeta Rozendo Moniz Barreto (1845-1897), Cavaleiro da Conceição e autor do livro "Elogio histórico do Barão do Rio Branco". Tipografia Universal de H. Laemmert. 1884. 123 p.; 23 cm.  e Francisco Moniz Barreto Junior, rabequista (Violonista),   discípulo do violinista, compositor e professor francês Jean-Delphin Alard (1815-1888) e tinha Pablo de Sarasate (1844-1908) entre seus alunos. Outro de seus aparentados era o primo e poeta baiano Agrário de Menezes. 
Assim como Gregório de Matos, Moniz Barreto evoca em sua lírica musas locais, as negras e mulatas, e, também como o poeta barroco, ao mesmo tempo em que busca valorizar a mulher mestiça. E foi essa produção que aliás, Francisco Moniz Barreto foi indiciado em processo criminal por publicação pornográfica, em 1864. 
Foi considerado uma espécie de gênio em sua arte, não foi propriamente o criador de uma escola, mas um seguidor da escola de Bocage e êmulo do mestre. Como o poeta sadino, o vate baiano possuía um incomparável estilo de improviso, do tipo reflexivo e destacou-se também como um notável poeta clássico. Suas numerosas produções, pelo seu brilhantismo, são seguem como um legado à posteridade da ’’arte brasilis’’.  Ficaram famosas as suas porfias com os repentistas Badoíno Embirussu  e Laurindo José da Silva Rabelo, que segundo se dizia à época, não encontrava páreo.  Sinfrônio O. Alvares Coelho, Laurindo Rabelo, A de Mendonça, João Freitas, Dr. Luiz Álvares dos Santos e tantos outros na arte do improviso, do repente e da glosa  e como repentista não me consta que alguém o excedesse". No prefácio ao estudo de Rozendo Muniz, datado de 27 de novembro de 1886 (ano que vem na falsa-capa), escreve o Barão de Ramiz Galvão: (SIC) "Seus mais arrebatadores trunfos obteve-os no improviso, quando o astro superexcitado pela grandeza da luta rompia em centelhas divinas. Dir-se-ia que naqueles momentos supremos as forças, vivas do espírito se recolhiam todas ao mais íntimo do intelecto, e faziam do homem um semideus”. Em torno do velho repentista figuraram Agrário de Meneses, Augusto de Mendonça, Junqueira Freire, Pessoa da Silva, Rodrigues da Costa, Gualberto dos Passos, Laurindo Rabelo e muitos outros poetas de talento.
O grande artista Vítor Meireles  fez-lhe o retrato e foi da exposição deste que nasceu o estudo do filho do repentista, publicado no "Pais", e mais tarde ampliado e estampado em livro. A biografia escrita pelo poeta dos "Voos sicários" é muitíssimo interessante e, sobretudo, equilibrada no julgamento da obra paterna. Referindo-se à crítica de Manuel Antônio de Almeida, — o mesmo que escreveu as "Memórias de um sargento de milícias” e a quem, recentemente, Eugênio Gomes estudou como crítico do romantismo — Rozendo Muniz justifica a maneira hostil com que Almeida tratou as poesias de seu pai, taxando-as de produtos da "lisonja, servilismo e interesse próprio", o que, de fato, não era bem a verdade. É que Almeida não conhecia de perto o autor de "Clássicos e românticos”.
Moniz Barreto, foi, ao lado de João Pedro da Cunha Vale, Antônio Álvares da Silva, Frederico Marinho de Araújo, Belarmindo Barreto, Silio Boccanera, Frederico Lisboa, Gaspar Lisboa e Olímpio Rebelo, um dos fundadores do Conservatório Dramático da Bahia. Moniz Barreto foi também, em 1842, administrador do Teatro São João  e, como apaixonado pelas artes cênicas, um entusiasta e valente partidário dos artistas de então, e ardente admirador das cantoras daquela época (1845), devotava especial predileção pela soprano Adelaide Tassini Mugnai, que aqui permanecer em uma longa turnê. 
"Dado exclusivamente aos Improvisos conta Rozendo Muniz). em que se tornou mais conhecido, desde 1819 até 1839. Muniz Barreto pouco escreveu durante esses 15 anos Como, porém, sofresse de ataques nervosos, exacerbáveis com os arroubos de repentista, em prejuízo do exercício de seu emprego público, de 1833 em diante dedicou-se mais a composições escritas na meditação do gabinete. De tais versos publicou, em 1855, dois volumes em 8.° grande, sob o título “Clássicos e românticos”, impressos pela tipografia Camilo de Leliis Maçon, na Bahia.” Um dos repentes de Muniz Barreto que ficaram mais famosos foi aquele em que profetizou o futuro brilhante de Ruy Barbosa: 

Admira numa criança
 
O engenho, o critério, o tino

Que possui este menino
 
Para pensar e dizer!

Não, não me iludo na minha

Bem firmada profecia:

Um gigante da Bahia

Na tribuna ele há de ser.

Dos sonetos improvisados (e foram inúmeros), o melhor — e também o mais conhecido — é aquele cujo fecho veio do mote: “Isto é amor, e deste amor se morre”. Outro soneto célebre é o “Cristo no Gólgota”.'
Consagrado como repentista, a publicação de seus trabalhos em livros quase que só lhe acarretou amarguras. Se alguns, como Agrário de Meneses,  o elogiaram, outros o desancaram sem piedade. Mais tarde, seu filho e biógrafo Rozendo Muniz seria um dos alvos prediletos dos parnasianos, o que o levaria a fechar seu soneto “Testamento” com estes versos: profetizou o futuro brilhante de Ruy Barbosa: 

Deixo aos vates nóveis

  [o exemplo do meu nada

Aos detratores deixo

  [intérmino desprezo

Em 1879 colaborou no Periódico (Revista) O DIABO A QUATRO Revista Infernal n°189 - FRANCISCO MUNIZ BARRETO "O Bocage Brasileiro" Recife , Ano 1879 (REVISTA - O Diabo a Quatro, nº 189, 4º anno, Séc. XIX, 1879, 7p., muito ilustrada. (furos de insetos), O Diabo a Quatro: revista infernal, de 1875 a 1879, que tem este nome por ser redigida por quatro estudantes que se assinam com codinome de diabo e por fazerem criticas e sátiras com modo contundente ou jocoso a fatos de personagens recifenses da época.[31]

## Influência
Dentre sua influências se podiam contar, de certo modo, a poesia de Machado de Assis, pela qual interessou-se, como pode ser visto no poema A Corina - Fantasia diante de um retrato, oferecido ao escritor carioca  e transcrito no Jornal da Tarde do Rio de Janeiro em 23 de março de 1870. E com o qual provavelmente travou contato quando ambos colaboravam no jornal “O Futuro”  e o grande educador, introdutor de novos métodos de ensino, Dr Abílio César Borges, o Barão de Macaúbas, que introduziu métodos de ensino e estimulava em seus aluno o gosto pela belas artes, àquela época. O Barão foi o fundador do Ginásio Baiano, no qual eram matriculados Ruy Barbosa,  o poeta Castro Alves, entre outros ilustres. No auge de sua fama, Moniz concorria frequentemente, assim como Castro Alves, entre outros, às reuniões literárias promovidas pelo Barão.  Outra agremiação da qual participou foi a A Época Literária, um órgão ou um círculo de poetas chefiados pelo Visconde de Pedra Branca, considerado como "o maior da época". Deste círculo, além de Moniz Barreto, participavam Pinheiro de Vasconcelos, Adélia Fonseca e João Gualberto de Passos, entre outros. Note-se que Moniz e o Visconde eram ligados à história da modinha.  Uma destas modinhas "Hei de amar-te até morrer", cuja criação deveu-se a Moniz, fazia parte da coleção de "Modinhas Imperiais" que foram reunidas por Mário de Andrade, e que serviam-lhe de estudo.

## Obra
Assim diz Barão de Ramiz Galvão: "Seus mais arrebatadores trunfos obteve-os no improviso, quando o astro superexcitado pela grandeza da luta rompia em centelhas divinas Dir-se-ia que naqueles momentos supremos as forças, vivas do espirito se recolhiam todas ao mais intimo do intelecto, -e faziam do homem um semideus”. 
- 1855, dois volumes em 8.° grande, sob o título “Clássicos e românticos”, impressos pela tipografia Camilo de Lellis Maçôn, na Bahia semideus”. [4] - Camilo Lellis Maçon

- Ode ao faustíssimo regresso de SS. MM. II à corte do Rio de Janeiro (1826); [25]
- A lamentável morte do Sr D. João VI (1826); [25]
- Clássicos e românticos (poesia, 1855); [25]
- A estátua e os mortos (poesia 1862); [25]
- Álbum da rapaziada (obra pornográfica com as iniciais B.M.F., 1864); [25] [28]
- Ao passamento de S. M. Fidelíssima a senhora D. Maria II. Rainha de Portugal. [25]
- Poesia oferecida aos poetas portugueses, obra provavelmente publicada na Bahia em 1854, [25]
- A gloriosa memória de S. M. L. o Sr. D. Pedro I (1859); [25]
- Ao trigésimo quinto aniversário natalino do Sr. D. Pedro II (1860); [25]
- Poesias (1861; 1863); [25]
- A estátua e os mortos (1862); [25]
- O americano pirata (poesia de 1864); E paio (poesia humorística). [25]
- Periódico O Diabo a Quatro (1879); [31]

### Colaboração em jornais
- Diário do Rio de Janeiro, [25]
- A Estação, [25]
- O Futuro, [25]
- Marmota Fluminense, *Semana Ilustrada (jornais do Rio de janeiro) [25]
- Jornal do Recife (Recife, Pernambuco). [25]

## Títulos
Cavaleiro da Ordem do Cruzeiro pelo Primeiro Ministro do Império Ângelo Moniz da Silva Ferraz, em 14 de março de 1860. 
Oficial da Ordem da Rosa. 